# 不雅照
不雅照，俗称艳照。指内容有身体隐私部位的照片，也可包括视频形式，称为不雅视频。
在陳冠希裸照事件之后，媒体为了使表达更文明，就用不雅照一词代替艳照。近年来中国大陆与港台地区不断有演艺人士爆出不雅照。在社会上造成较大影响。

## 近年來華人圈不雅照事件一覽

### 艳照门
香港男星陈冠希与香港众多女明星的不雅照事件。

### 李宗瑞淫照事件
台灣富二代李宗瑞與眾多女藝人和夜店女子的性侵、偷拍裸照與影片的事件。

### 北京三里屯优衣库试衣间不雅视频事件
2015年7月14日，一段1分11秒的不雅视频在微博等网络平台大范围传开，并被冠以“优衣库视频”、“三里屯优衣库视频”等名称。

### 镇江不雅视频事件
指的是镇江市实验高级中学一名高中英语教师与其女学生拍的不雅视频事件。